# Jan Jacob Lodewijk ten Kate (1850-1929)
Jan Jacob Lodewijk ten Kate (Jan ten Kate Jzn) (Middelburg, 12 juni 1850 - Den Haag (Loosduinen), 28 mei 1929) was een Nederlands schilder en tekenaar. Hij was een zoon van de dominee en dichter Jan Jakob Lodewijk ten Kate (1819-1889) en van Johanna Sophia Waldorp, een dochter van Antonie Waldorp.
Jan ten Kate volgde aanvankelijk de officiersopleiding op de militaire academie in Breda, maar besloot in 1869 voor de kunst te kiezen en ging in de leer eerst bij de schilder Petrus Franciscus Greive in Amsterdam en vervolgens bij zijn oom Herman ten Cate in Den Haag.
In 1873 kreeg Ten Cate een (Nederlandse) Prix de Rome. Daarna kon hij in 1876 lessen volgen aan de kunstacademie (Akademie der Bildenden Künste) in de Beierse hoofdstad München. Hij hield zich als kunstenaar met maatschappelijke kwesties als oorlog en vluchtelingen bezig en werd actief in de vredesbeweging. In 1899 had hij een tentoonstelling in Pulchri Studio ter gelegenheid van de eerste Haagse Vredesconferentie.

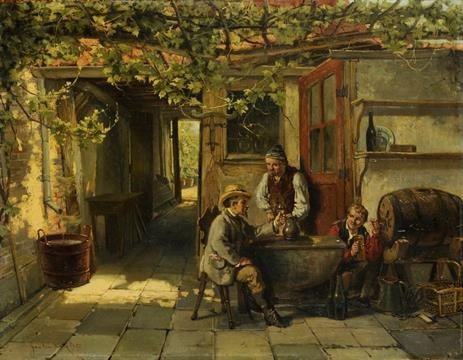
Figuren in een taverne
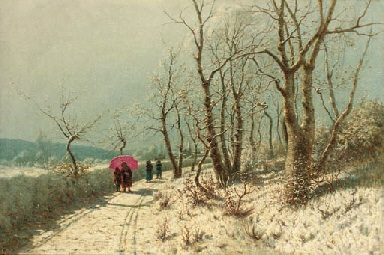
Middagwandeling in de sneeuw

- Biografisch Portaal: 49164638
- Digitale Bibliotheek voor de Nederlandse Letteren: kate003
- RKD-Nederlands Instituut voor Kunstgeschiedenis: 88593
- Union List of Artist Names: 500149278
- Virtual International Authority File: 155844936